# Kvitkuven Bank
Die Kvitkuven Bank (englisch) ist eine submarine Bank vor der Prinzessin-Martha-Küste des ostantarktischen Königin-Maud-Lands. Sie liegt unmittelbar nördlich des Riiser-Larsen-Schelfeises in einer Tiefe von 150 m unter dem Meeresspiegel.
Benannt ist die Bank auf Vorschlag des Vermessungsingenieurs und Glaziologen Heinrich Hinze vom Alfred-Wegener-Institut in Anlehnung an die Benennung des Eisdoms Kvitkuven im  Riiser-Larsen-Schelfeis. Die Benennung wurde im Juni 1997 durch das US-amerikanische Advisory Committee on Undersea Features (ACUF) bestätigt.